# Tagalopsyche apratita
Tagalopsyche apratita is een schietmot uit de familie Leptoceridae. De soort komt voor in het Oriëntaals gebied.